# Tankerton
Tankerton est une localité du comté du Kent, en Angleterre.

## Démographie
En 2011 sa population était de 4 613 habitants.